# Dicranomyia (Dicranomyia) sanctaecruzae vana
Dicranomyia (Dicranomyia) sanctaecruzae vana is een ondersoort van de tweevleugelige Dicranomyia (Dicranomyia) sanctaecruzae uit de familie steltmuggen (Limoniidae). De ondersoort komt voor in het Neotropisch gebied.